# Моргантон (Северна Каролина)
Моргантон (енгл. Morganton) град је у америчкој савезној држави Северна Каролина.

## Демографија
По попису из 2010. године број становника је 16.918, што је 392 (-2,3%) становника мање него 2000. године.
| Група             | 2000.          | 2010.          |
| Белци             | 12.570 (72,6%) | 11.240 (66,4%) |
| Афроамериканци    | 2.208 (12,8%)  | 2.057 (12,2%)  |
| Азијати           | 344 (2,0%)     | 399 (2,4%)     |
| Хиспаноамериканци | 1.931 (11,2%)  | 2.777 (16,4%)  |
| Укупно            | 17.310         | 16.918         |